# Comté de McDowell (Caroline du Nord)
Pour les articles homonymes, voir Comté de McDowell.
Le comté de McDowell est un comté situé dans l'État de Caroline du Nord aux États-Unis. Son siège se situe dans la ville de Marion.

## Démographie
| 1850  | 1860  | 1870  | 1880  | 1890   | 1900   |
| ----- | ----- | ----- | ----- | ------ | ------ |
| 6 246 | 7 120 | 7 592 | 9 836 | 10 939 | 12 567 |

| 1910   | 1920   | 1930   | 1940   | 1950   | 1960   |
| ------ | ------ | ------ | ------ | ------ | ------ |
| 13 538 | 16 763 | 20 336 | 22 996 | 25 720 | 26 742 |

| 1970   | 1980   | 1990   | 2000   | 2010   | - |
| ------ | ------ | ------ | ------ | ------ | - |
| 30 648 | 35 135 | 35 681 | 42 151 | 44 996 | - |